# Federico Vismara
Federico Vismara, född 10 juli 1997, är en italiensk fäktare som tävlar i värja.

## Karriär
Vid världsmästerskapen i fäktning 2023 i Milano tog Vismara guld tillsammans med Gabriele Cimini, Davide Di Veroli och Andrea Santarelli i lagtävlingen i värja.